# Consunzione
La consunzione (dal latino consumptio) è una condizione patologica. Il termine un tempo era sinonimo di tubercolosi.

## Sintomatologia
Viene caratterizzata da astenia progressiva e grave dimagrimento, spesso associati a disidratazione (cute subitterica e arida). 

## Eziologia
È conseguenza di gravi malattie organiche o di forme dismetaboliche con marcate alterazioni funzionali, di lungo decorso non curate efficacemente (tubercolosi polmonare e intestinale, diabete non curato, lesioni infiammatorie o degenerative del cervello, certe forme di malaria cronica), della senilità. Veniva un tempo usato nel linguaggio popolare come sinonimo di tisi.
Viene associata anche al marasma (raro marasmo).